# Aeródromo Rucañanco
El Aeródromo Rucañanco (OACI: SCRQ), es un terminal aéreo ubicado junto a la ciudad de Río Bueno, Provincia del Ranco, Región de Los Ríos, Chile. Es de propiedad privada.